# فرانسیس وبر
فرانسیس وبر (فرانسوی: Francis Veber‎؛ زادهٔ ۲۸ ژوئیهٔ ۱۹۳۷) یک فیلم‌نامه‌نویس، تهیه‌کننده، و کارگردان ارمنی‌تبار اهل فرانسه است.
از فیلم‌ها یا مجموعه‌های تلویزیونی که وی در آن‌ها نقش داشته است می‌توان به یکه و تنها اشاره نمود.
وی همچنین برنده جوایزی همچون جایزه اسکار و جایزه سزار شده است.